# Greg Mankiw

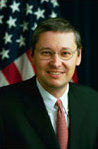
Greg Mankiw

Nicholas Gregory (Greg) Mankiw (Trenton (New Jersey), 3 februari 1958) is een Amerikaanse econoom, wiens ouders uit Oekraïne afkomstig zijn. Hij studeerde economie aan de Princeton-universiteit en aan het Massachusetts Institute of Technology. Mankiw is hoogleraar economie aan de Harvard-universiteit. Hij doceert macro-economie, micro-economie, statistiek en principes van de economie.
Professor Mankiw is ook economisch schrijver. Zijn werk is gepubliceerd in onderzoeksstijdschriften als The American Economic Review, Journal of Political Economy, Quarterly Journal of Economics en in gerenommeerde uitgaven als The New York Times, The Wall Street Journal en Fortune. Hij is ook auteur van de boeken Macroeconomics en Essentials of Economics.
Naast zijn werk als docent en auteur is Mankiw als onderzoeker verbonden aan het National Bureau of Economic Research, adviseur van de Federal Reserve Bank van Boston en het Congressional Budget Office en lid van de commissie voor de ontwikkeling van de Amerikaanse AP-test economie.
Van 2003 tot 2006 was hij voorzitter van de raad van Economische Adviseurs, de top economisch adviseurs voor de president van de Verenigde Staten onder George W. Bush.
Mankiw woont in Wellesley (Massachusetts).